# 2003. október 21-i konzisztórium
A 2003. október 21-i konzisztóriumot II. János Pál pápa hívta össze szeptember 28-án. Összesen 31 új bíborost kreált, közülük 26 pápaválasztó (80 év alatti), egy bíborost pedig „in pectore” kreált, akinek neve sohasem került publikálásra.
| Nº                         | Ország                    | Név                                             | Életkor                | Hivatal                                                          |
| Pápaválasztó bíborosok     | Pápaválasztó bíborosok    | Pápaválasztó bíborosok                          | Pápaválasztó bíborosok | Pápaválasztó bíborosok                                           |
| -------------------------- | ------------------------- | ----------------------------------------------- | ---------------------- | ---------------------------------------------------------------- |
| 1                          | Franciaország             | Jean-Louis Pierre Tauran                        | 60                     | az Államtitkárság államokkal való kapcsolatokért felelős titkára |
| 2                          | Olaszország               | Renato Raffaele Martino                         | 70                     | az Igazságosság és Béke Pápai Tanácsa elnöke                     |
| 3                          | Olaszország               | Francesco Marchisano                            | 74                     | a Szent Péter-bazilika főpapja                                   |
| 4                          | Spanyolország             | Julián Herranz Casado                           | 73                     | a Törvényszövegek Pápai Tanácsa elnöke                           |
| 5                          | Mexikó                    | Javier Lozano Barragán                          | 70                     | az Egészségügyi Dolgozók Pápai Tanácsa elnöke                    |
| 6                          | Japán                     | Stephen Fumio Hamao                             | 73                     | a Vándorlók és Útonlevők Pápai Tanácsa elnöke                    |
| 7                          | Olaszország               | Attilio Nicora                                  | 66                     | az Apostoli Szék Vagyonkezelősége elnöke                         |
| 8                          | Olaszország               | Angelo Scola                                    | 61                     | a Velencei patriarchátus pátriárkája                             |
| 9                          | Nigéria                   | Anthony Olubunmi Okogie                         | 67                     | a Lagosi főegyházmegye érseke                                    |
| 10                         | Franciaország             | Bernard Louis Auguste Paul Panafieu             | 72                     | a Marseille-i főegyházmegye érseke                               |
| 11                         | Szudán                    | Gabriel Zubeir Wako                             | 62                     | a Kartúmi főegyházmegye érseke                                   |
| 12                         | Spanyolország             | Carlos Amigo Vallejo O.F.M.                     | 69                     | a Sevillai főegyházmegye érseke                                  |
| 13                         | Amerikai Egyesült Államok | Justin Francis Rigali                           | 68                     | a Philadelphiai főegyházmegye érseke                             |
| 14                         | Egyesült Királyság        | Keith Michael Patrick O’Brien                   | 65                     | a St. Andrews és Edinburgh főegyházmegye érseke                  |
| 15                         | Brazília                  | Eusébio Oscar Scheid S.C.I.                     | 70                     | a Rio de Janeiró-i Szent Sebestyén főegyházmegye érseke          |
| 16                         | Olaszország               | Ennio Antonelli                                 | 66                     | a Firenzei főegyházmegye érseke                                  |
| 17                         | Olaszország               | Tarcisio Pietro Evasio Bertone S.D.B.           | 68                     | a Genovai főegyházmegye érseke                                   |
| 18                         | Ghána                     | Peter Kodwo Appiah Turkson                      | 55                     | a Cape Coast-i főegyházmegye érseke                              |
| 19                         | India                     | Telesphore Placidus Toppo                       | 64                     | a Ráncsi főegyházmegye érseke                                    |
| 20                         | Ausztrália                | George Pell                                     | 62                     | a Sidneyi főegyházmegye érseke                                   |
| 21                         | Horvátország              | Josip Bozanić                                   | 54                     | a Zágrábi főegyházmegye érseke                                   |
| 22                         | Vietnám                   | Jean-Baptiste Phạm Minh Mẫn                     | 69                     | a Ho Si Minh-város-i főegyházmegye érseke                        |
| 23                         | Guatemala                 | Rodolfo Quezada Toruño                          | 71                     | a Guatemalai főegyházmegye érseke                                |
| 24                         | Franciaország             | Philippe Xavier Christian Ignace Marie Barbarin | 53                     | a Lyoni főegyházmegye érseke                                     |
| 25                         | Magyarország              | Erdő Péter                                      | 51                     | az Esztergom-Budapesti főegyházmegye érseke                      |
| 26                         | Kanada                    | Marc Armand Ouellet P.S.S.                      | 59                     | a Québeci főegyházmegye érseke                                   |
| Nem pápaválasztó bíborosok |                           |                                                 |                        |                                                                  |
| 27                         | Svájc                     | Georges Marie Martin Cottier O.P.               | 81                     | a Pápai Ház teológusa                                            |
| 28                         | Belgium                   | Gustaaf Joos                                    | 80                     | a Genti egyházmegye papja                                        |
| 29                         | Csehország                | Tomáš Špidlík S.J.                              | 83                     | jezsuita szerzetes                                               |
| 30                         | Lengyelország             | Stanisław Kazimierz Nagy S.C.I.                 | 82                     | szerzetes                                                        |